# 口服激發測驗
口服激發測驗（oral food challenge）是一種判斷人是否會有特定食物過敏的方式，方法是食用一定份量的食物並看是否有過敏反應。不過此方法有潛在的危險性。